# Town and Gown

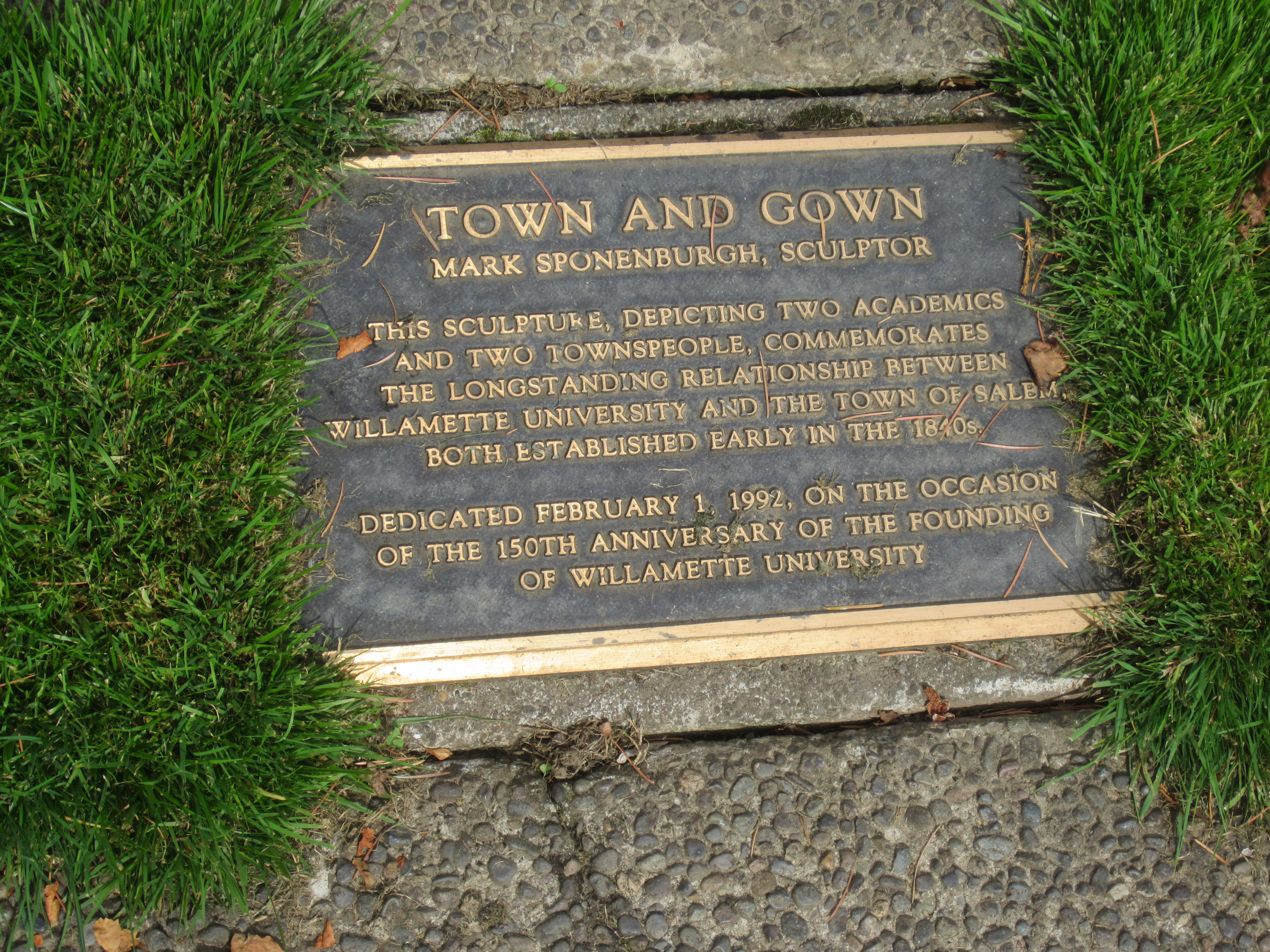
Talapzat

A Town and Gown Mark Sponenburgh 1991-ben készült bronzszobra az Amerikai Egyesült Államok Oregon államának Salem városában, a Willamette Egyetem campusának északi részén.

## Története
A szobrot az egyetem fennállásának 150. évfordulóján, 1992. február 1-jén avatták fel. A Smithsonian Intézet 1993-ban bevonta a Save Outdoor Sculpture! adatbázisába.

## Leírás
Az alkotás két egyetemi oktatót és két városi polgárt ábrázol.
Talapzatán a következő szöveg áll:
TOWN AND GOWN

MARK SPONENBURGH, SZOBRÁSZ

EZ A KÉT OKTATÓT

ÉS KÉT POLGÁRT ÁBRÁZOLÓ SZOBOR

AZ 1840-ES ÉVEK ELEJÉN ALAPÍTOTT

SALEM ÉS A WILLAMETTE EGYETEM

KÖZÖTT FENNÁLLÓ KAPCSOLATNAK ÁLLÍT EMLÉKET.

FELAVATVA 1992. FEBRUÁR 1-JÉN

A WILLAMETTE EGYETEM FENNÁLLÁSÁNAK 150. ÉVFORDULÓJA ALKALMÁBÓL.

## Fordítás
- Ez a szócikk részben vagy egészben  a   Town and Gown (Sponenburgh) című angol Wikipédia-szócikk ezen változatának fordításán alapul.  Az eredeti cikk szerkesztőit annak laptörténete sorolja fel. Ez a jelzés csupán a megfogalmazás eredetét és a szerzői jogokat jelzi, nem szolgál a cikkben szereplő információk forrásmegjelöléseként.